# Quatiguá
Quatiguá là một đô thị thuộc bang Paraná, Brasil. Đô thị này có diện tích 112,689 km², dân số năm 2007 là 7116 người, mật độ 66,2 người/km².